# Coupe de Tunisie de football 1941-1942
Navigation
Coupe de Tunisie 1938-1939 Coupe de Tunisie 1944-1945
La Coupe de Tunisie de football 1941-1942 est la 16e édition de la coupe de Tunisie.
Profitant d'un léger intermède dans la Seconde Guerre mondiale, la Ligue de Tunisie de football organise en 1941-1942 des compétitions de coupe et de championnat avec la participation des clubs alors en activité mais peu nombreux.

## Résultats

### Premier tour éliminatoire
- Union sportive béjoise - Kram olympique-Football Club du Kram (réunis) : 10 - 1
- Association sportive française[1] - Club athlétique bizertin : 3 - 0
- Avant-garde de Tunis bat Française de Radès[2]

### Deuxième tour
- Union sportive béjoise bat Scouts (La Marsa)
- Sfax railway sport bat Stade kairouanais
- Club sportif des cheminots bat Grombalia Sports
- Association sportive française - Club athlétique de La Marsa : 3 - 3 puis victoire de l'ASF
- Avant-garde de Tunis - Association sportive de Mégrine Côteaux : 4 - 3
- Étoile sportive du Sahel - Patriote de Sousse : 8 - 0
- Orientale (Tunis) - Jeunesse sportive musulmane : 4 - 1
- Bardo Sports bat Club olympique de Franceville

### Huitièmes de finale
| Équipe 1                       | Équipe 2                            | Score 90'       |
| Espérance sportive             | Club africain                       | 2 - 0           |
| Sfax railway sport             | Jeunesse olympique de Sfax          | Victoire du SRS |
| Union sportive ferryvilloise   | Club sportif des cheminots          | 4 - 1           |
| Association sportive française | Avant-garde de Tunis                | 1 - 0           |
| Étoile sportive du Sahel       | El Makarem de Mahdia                | 2 - 0           |
| Club tunisien                  | Club sportif gabésien               | 3 - 0           |
| Union sportive béjoise         | Union sportive de football bizertin | 3 - 1 (a. p.)   |
| Orientale (Tunis)              | Bardo Sports                        | 1 - 0           |

### Quarts de finale
| Équipe 1                       | Équipe 2           | Score 90' |
| Union sportive béjoise         | Sfax railway sport | 5 - 4     |
| Union sportive ferryvilloise   | Espérance sportive | 2 - 1     |
| Association sportive française | Club tunisien      | 3 - 1     |
| Étoile sportive du Sahel       | Orientale (Tunis)  | 3 - 0     |

### Demi-finales
| Équipe 1                     | Équipe 2                       | Score 90'        |
| Union sportive béjoise       | Étoile sportive du Sahel       | 1 - 1 puis 1 - 0 |
| Union sportive ferryvilloise | Association sportive française | 1 - 0            |

### Finale
| Date'         | Équipe 1                     | Équipe 2               | Score 90' |
| 26 avril 1942 | Union sportive ferryvilloise | Union sportive béjoise | 4 - 1     |

## Source
- La Dépêche tunisienne, rubrique « Sports », 1940-1941